# Вулиця Героїв АТО (Полтава)
Вулиця Героїв АТО (колишня Красіна) — вулиця у Шевченківському районі Полтави. Пролягає від вулиці Європейської до вулиці Героїв України, частково проходить між мікрорайонами Алмазний та Сади-2. До вулиці Героїв АТО прилучаються вулиці Квіткова, Освітянська, Грушевського, 23 Вересня і Джохара Дудаєва (дві останні в самому кінці) та провулки Арктичний і Братів Зерових. Її перетинають вулиці Федора Матвієнка і Реміснича. 
На вулиці міститься «Полтавський завод штучних алмазів та алмазного інструменту», реорганізований у 2005 році у два окремі підприємства: ПрАТ «Полтавський алмазний інструмент» [Архівовано 18 травня 2013 у Wayback Machine.] (вул. Героїв АТО, 71б) та ВАТ «Елемент Шість», 2011 року перейменоване на ПАТ «Кристаліст» (вул. Героїв АТО, 71а).

## Галерея

Початок мікрорайону Сади-2
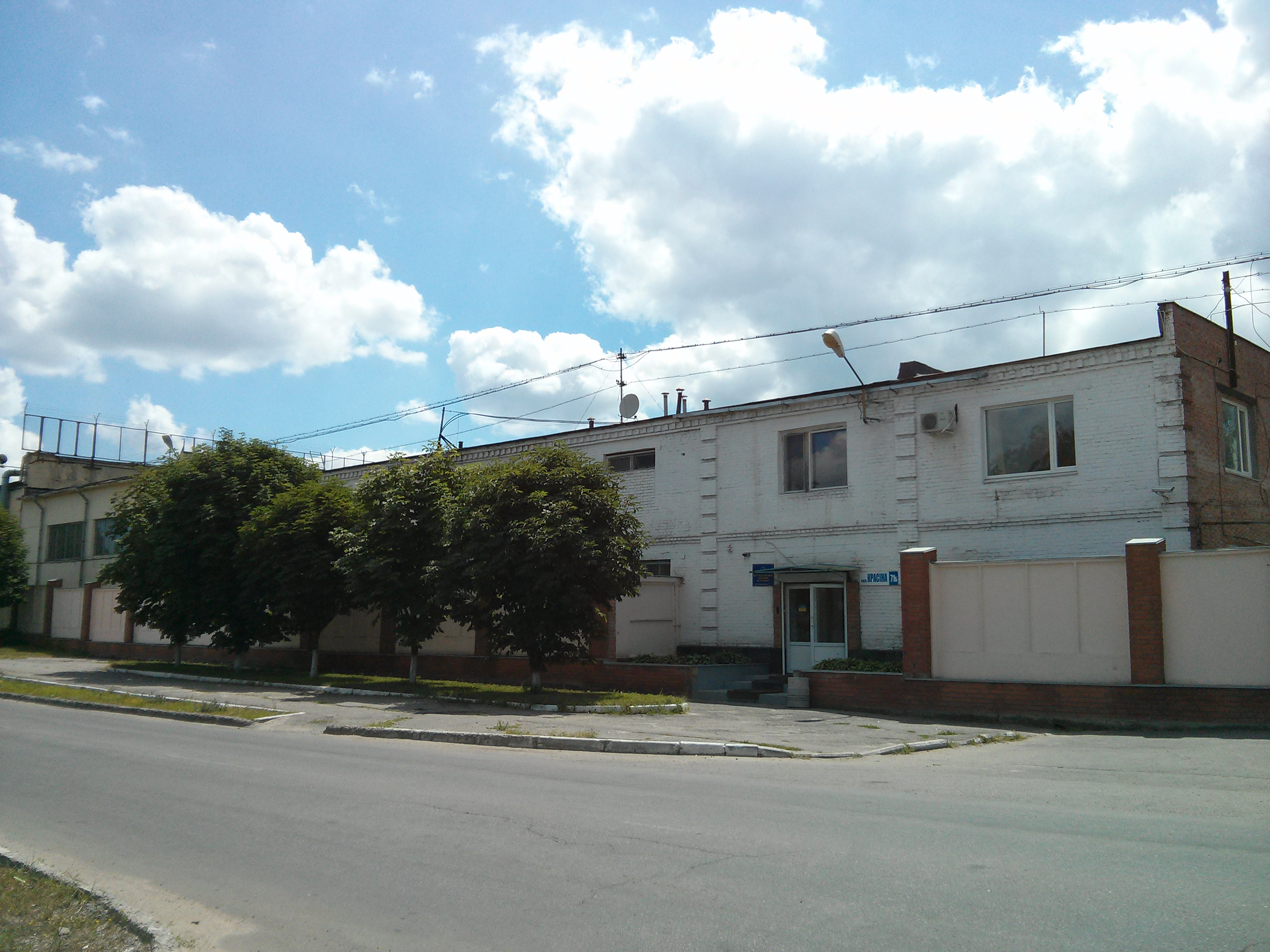
Будівля ПАІ
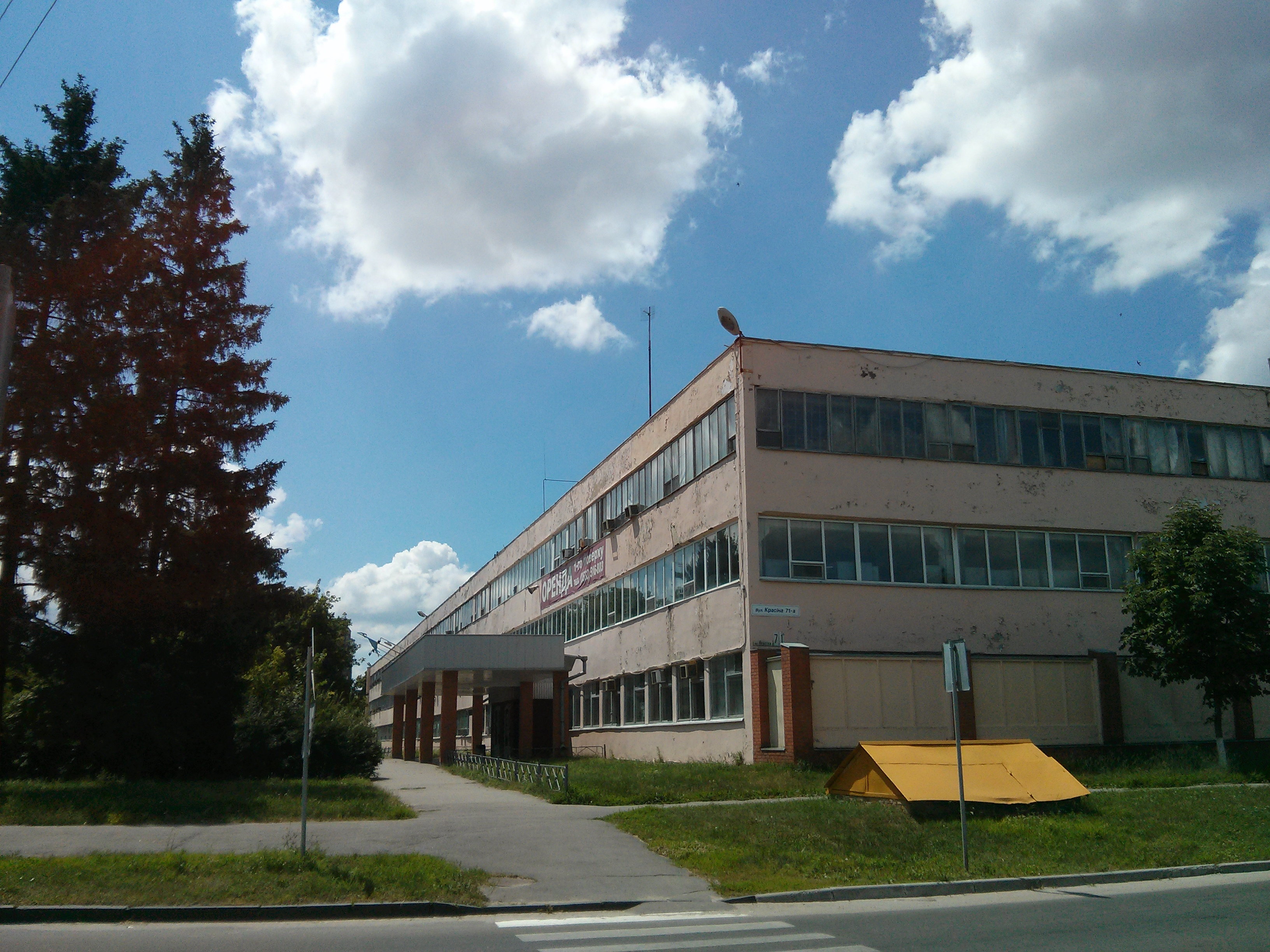
Центральний вхід ПАТ «Кристаліст»